# Revitalisation linguistique
La revitalisation linguistique est un processus cherchant à empêcher une langue de disparaître et à la faire revivre.

## Langues concernées
Le nombre de langues en voie de revitalisation dans le monde (en) s'élève actuellement à quelques centaines: aïnou, arabe andalou[réf. nécessaire], barngarla[réf. nécessaire], chochenyo[réf. nécessaire], cornique, dalmate[réf. nécessaire], diyari[réf. nécessaire], hawaïen, kaurna[réf. nécessaire], latin[réf. nécessaire], laze, live, léonais, manx, māori, mutsun[réf. nécessaire], occitan dont gascon, vieux-prussien, palawa kani, sanskrit, wampanoag… Les efforts de revitalisation sont répandus dans le monde. En 2019, une étude recense 245 initiatives de revitalisation dans 208 langues différentes.
Un célèbre exemple de revitalisation réussie d'une langue quasiment morte est celui de l'hébreu : cette langue n'était plus parlée depuis le IIe siècle et a été revitalisée au XXe siècle, redevenant la langue maternelle de la majorité de la population israélienne,.